# Pierre Charles Toussaint Pouyer
 (juin 2025).
Pierre Charles Toussaint Pouyer, né au Havre le 1er novembre 1774 et mort à Paris le 19 février 1838, est un militaire et homme politique français.

## Biographie
Il est commissaire général de la Marine à Toulon en 1816, puis intendant de la Marine à Rochefort en 1818, intendant de la Marine à Toulon en 1824 et préfet maritime de Cherbourg de 1827 à 1831. Il passa ensuite conseiller d'État, puis directeur du personnel au ministère de la Marine. Il était membre du Conseil d'amirauté.
Il est élu député conservateur de la Seine-Inférieure en 1834, puis du Pas-de-Calais.
Il est l'oncle de Jacques-François Ancelot.

## Sources
- « Pierre Charles Toussaint Pouyer », dans Adolphe Robert et Gaston Cougny, Dictionnaire des parlementaires français, Edgar Bourloton, 1889-1891 [détail de l’édition]